# Bob Priddy
Robert Benjamin Priddy, detto Bob (Altus, 24 marzo 1930 – Amarillo, 8 ottobre 2021), è stato un cestista statunitense, professionista nella NBA e nella ABL.

## Carriera
È stato selezionato dai Baltimore Bullets al Draft NBA 1952.